# ファミスタシリーズに登場する球場一覧
ファミスタシリーズに登場する球場一覧（ファミスタシリーズにとうじょうするきゅうじょういちらん）では、バンダイナムコゲームス（NBGI）・ナムコレーベルの野球ゲーム『プロ野球ファミリースタジアム』やその派生作品を始めとする、ファミスタシリーズに登場する球場の一覧について記述していく。

## 凡例
以下、各シリーズ作品のタイトルを次のように省略する。
- ファミスタ：「ファミリースタジアム」。ファミコン版の第1作は年号が無いため「ファミスタ（第1作）」とする。
- ワースタ：「ワールドスタジアム」。アーケード版・PCエンジン版は分類カッコを付記。プレイステーション版は『ワースタEX』〜『ワースタ5』。
- ギアスタ：『ギアスタジアム』。続編の『ギアスタジアム平成版』も登場する球場は同じ。
- ワンダー：『ワンダースタジアム』。続編の『ワンダースタジアム'99』も登場する球場は同じ。
- GB：ゲームボーイ版『ファミスタ』〜『ファミスタ4』。「GB1」〜「GB4」のように記述。
- DS：『プロ野球 ファミスタDS』〜『プロ野球 ファミスタDS2010』。第1作は年号が無いため「DS（第1作）」とする。
- 3DS：『プロ野球 ファミスタ2011』〜『プロ野球 ファミスタ クライマックス』。
- SWS：『SUPERワールドスタジアム』シリーズ。第1作は年号が無いため「SWS（第1作）」とする。
- GS：『グレートスラッガーズ NEWワールドスタジアム』。『GS'94』の北米版は分類カッコを付記。
- オンライン：『プロ野球ファミスタオンライン』。
- 携帯アプリ：『ファミリースタジアム』『ファミリースタジアムDX』『ファミスタワイヤレス』。
- モバイル：『ファミスタモバイル』。
- WCS：携帯アプリ『ファミスタ ワールドチャンピオンシップ』。続編の『ワールドチャンピオンシップDX』も登場する球場は同じ。
- ゲームアーツ版：『プロ野球ファミリースタジアム ペナントレース版』〜『プロ野球ファミリースタジアム '90年度ペナントレース版』。

また、参考として『球界道中記』のアーケード版・メガドライブ版に登場する球場についても併せて記載する。

## 日本国内の実在球場がモデルの球場
以下は、日本野球機構（NPB）に加盟する各球団の本拠地やその他の地方球場をモデルとした、もしくはその可能性が高いとされる球場である。

### NPB加盟球団の本拠地関連
ファミスタシリーズにおける球場の実名化は球団・選手の実名化より6年遅れて1998年のSWS'98が最初となるが、実在の球場を模した別名義の球場は1988年のファミスタ'88から登場していた。現在、家庭用・携帯ゲーム機で発売される新作は原則として実名球場を使用しているが、モバイルでは現在もなお実在の球場を模した別名義の球場が使用されている。
球団名の後ろに記載されているカッコ内の名称は、1992年に実名化される以前のファミスタシリーズにおける球団名。
北海道日本ハムファイターズ（ファイアーズ）関連
2005年の本拠地移転後のみ記述。2004年以前は読売ジャイアンツ（実名化以前はガイアンツ）関連を参照。
- 札幌ドームがモデル
  - 北道ドーム：モバイル（08以降）

東北楽天ゴールデンイーグルス関連
- 宮城球場がモデル
  - 杜の球場：モバイル（08以降）

埼玉西武ライオンズ（ライオネルズ）関連
- 西武ドーム（1996年までは西武ライオンズ球場）がモデル
  - たまこ球場：球界（アーケード） - 西武ライオンズ球場時代
  - 所沢（ところざわ）球場：ファミスタ'90・'92、スーパーファミスタ4・5、ワースタEX〜3 - 西武ライオンズ球場時代
  - ヒルサイド：GS、SWS'95〜'97 - 西武ライオンズ球場時代
  - 丘陵ドーム：モバイル（04〜08）
  - 西の森ドーム：モバイル（2010以降）

千葉ロッテマリーンズ（オリエンツ）関連
- 川崎球場がモデル
  - かわさき球場：ファミスタ'91・'92、ギアスタ

- 千葉マリンスタジアムがモデル
  - マリン（まりん）球場：ギアスタ、スーパーファミスタ・4・5、ファミスタ64
  - シーサイド：SWS（1作目）〜'93激闘版・'95〜'97
  - マリーナスタジアム：ワースタEX〜3
  - 海辺スタジアム：モバイル

読売ジャイアンツ（ガイアンツ）関連
以下、全て2004年までは日本ハム（実名化以前はファイアーズ）と共用。
- 後楽園球場がモデル
  - こーらくえん球場：ワースタ（アーケード）

- 東京ドームがモデル
  - ドーム（どうむ/どーむ）：ファミスタ'88〜'90・ゲームアーツ版・MSX2版・GB1、スーパーファミスタ、SWS（1作目）〜'93、ゲームブック2・5巻
  - どうむん球場/ドームンスタジアム：球界（アーケード・メガドライブ） - センターが125mと実物より広い。
  - 玉子（たまご）ドーム：スーパーファミスタ4・5、ファミスタ64
  - 東京ビッグドーム：ワースタEX〜3
  - エア（エアー）ドーム：SWS'95〜'97、モバイル - グラフィックは1作目〜'93の「ドーム」と同じ。

- 巨人軍多摩川グラウンド（現・多摩川緑地広場硬式野球場）がモデル
  - 河川敷（かせんじき）球場：ファミスタ'88〜'90、SWS'98〜2001、オンライン、DS（1作目）〜2010、Wii版、2011、モバイル、リターンズ、クライマックス
  - 河川しき球場：ワースタ2〜5
  - 河原球場：ゲームアーツ版'89〜'90

- 読売ジャイアンツ球場がモデル
  - たまたま：ファミスタ'92

東京ヤクルトスワローズ（スパローズ）関連
- 明治神宮野球場がモデル
  - 神宮の森/神宮の杜（じんぐうのもり）球場：ファミスタ'93・'94、スーパーファミスタ2・4・5、ファミスタ64、ワースタEX〜3
  - アーバン：GS・SWS'95〜'97
  - 東の森球場：モバイル（08以降）

横浜DeNAベイスターズ（ホイールズ）関連
- 横浜スタジアムがモデル
  - ほんもく球場：球界（アーケード）
  - よこはま球場：GB2
  - 港之横（みなとのよこ）/港の横球場：スーパーファミスタ3〜5、ファミスタ64、モバイル（08以降）
  - ベイサイドスタジアム：ワースタEX〜3

中日ドラゴンズ（ドラサンズ）関連
- ナゴヤ球場がモデル
  - しゃちほこ球場：ファミスタ'88・'89開幕版、球界（アーケード）、スーパーファミスタ4・5
  - 中部日本球場：ワースタEX

- ナゴヤドームがモデル
  - ういろうドーム：ファミスタ64
  - 中部日本ドーム：ワースタ2〜3
  - だがやドーム：モバイル

オリックス・バファローズ（ブラボーズ→ブルーウィンド）関連
- 阪急西宮スタジアムがモデル
  - たからづか球場：ファミスタ'90 - オリックスの前身・阪急が球団創設時に使用していた同名の宝塚球場（現存せず）とは無関係。

- 神戸総合運動公園野球場がモデル
  - 浦六甲（うらろっこう）球場：スーパーファミスタ4・5
  - みどり球場：ファミスタ64
  - ブルースタジアム：ワースタEX〜3
  - 運動公園球場：モバイル（04〜08）
  - 森林公園球場：モバイル（2010以降） - グラフィックは08までの「運動公園球場」と同じ。

- 大阪ドームがモデル
  - なにわドーム：モバイル（08以降） - 近鉄（実名化以前はバッカルーズ）本拠地時代に関しては後述。

大阪近鉄バファローズ（バッカルーズ）関連
- 藤井寺球場がモデル
  - 鹿煎餅（しかせんべい）球場：スーパーファミスタ4・5
  - 河内球場：ワースタEX

- 大阪ドームがモデル
  - なにわドーム：ワースタ2〜3
  - たこ焼きドーム：ファミスタ64

阪神タイガース（タイタンズ）関連
- 阪神甲子園球場がモデル
  - こーしえん球場：ワースタ（アーケード）、SWS（1作目）〜'93激闘版
  - 六甲山（ろっこうさん）球場：ファミスタ'88・'89開幕版、スーパーファミスタ2・4・5、ワースタEX〜3、ファミスタ64
  - ろっこう球場/ろっこうスタジアム：球界（アーケード・メガドライブ）、スーパーファミスタ
  - トラッド：GS、SWS'95〜'97 -  グラフィックは1作目〜'93の「こーしえん」と同じ。
  - 浜風球場：携帯アプリDX、モバイル

広島東洋カープ（カーズ）関連
- 広島市民球場（1957年 - 2009年）がモデル
  - 杓文字（しゃもじ）球場：スーパーファミスタ4・5、モバイル（08以降）
  - 広島県民球場：ワースタEX〜3
  - もみじ球場：ファミスタ64

- MAZDA Zoom-Zoom スタジアム広島がモデル
  - 新杓文字球場：モバイル（2010以降） - 客席などは08の杓文字球場を流用し、グラウンドのみ新球場の規格に対応。

福岡ソフトバンクホークス（ホーネッツ）関連
大阪スタヂアム及び平和台野球場（いずれも現存せず）をモデルにした球場がシリーズに登場したことは無い。
- 福岡ドームがモデル
  - うまか（うまか〜）ドーム：ファミスタ'94、GB3・4、スーパーファミスタ3〜5、ファミスタ64、モバイル
  - 開閉ドーム：GS、SWS'95〜'97
  - Modern：GS'94（北米版） - グラフィックは前作の「開閉ドーム」と同じ。
  - 博多ドーム：ワースタEX〜3

### その他の地方球場
- 新潟県立野球場がモデル
  - トキスタジアム：モバイル（2010以降）
- 川崎市等々力球場がモデル（?）[4]
  - なかはら球場：GB1 - ファウルグラウンドが狭い。外野スタンド後方に富士山が見える。
- 島根県立浜山公園野球場がモデル（?）
  - いずも球場：GB2 - 外野スタンド後方に出雲大社らしき鳥居が見える。
- 出雲ドームがモデル
  - もくぞうドーム：ファミスタ'93
- 松山坊っちゃんスタジアムがモデル
  - 四国スタジアム：モバイル（2011）

## 日本以外の実在球場をモデルにした球場
以下はメジャーリーグベースボール（MLB）加盟球団の本拠地など、日本国外に実在する球場をモデルにした、もしくはその可能性が有るとされる球場である。

### MLB関連
- ヤンキー・スタジアム（1923年 - 2008年）がモデル
  - メジャー：ワースタ（アーケード）、SWS'98〜2001
  - マンハッタン：SWS（1作目）〜'93激闘版
  - Traditional：GS'94（北米版） - グラフィックはSWSの「マンハッタン」と同じ。
- フェンウェイ・パークがモデル
  - ふぇいふぇい球場：ファミスタ'90
  - モンスター球場：オンライン（3以降）
  - がいこくパーク：DS〜2010、2011〜クライマックス
  - グリーンパーク：モバイル（09以降）
- リグレー・フィールドがモデル
  - しかご球場：ファミスタ'91
  - アメリカン球場：スーパーファミスタ2
- ドジャー・スタジアムがモデル
  - アメリカン球場：スーパーファミスタ5 - 2に登場した球場と同名だがモデルは異なる。
- モデル不明
  - USA球場：ゲームアーツ版'89〜90
  - メリケン球場：球界道中記（アーケード・メガドライブ） - 外野スタンドがレフト・ライト側とも三層構造。

### その他の実在球場をモデルにした球場
- 夢の球場（映画「フィールド・オブ・ドリームス」の舞台）[5]がモデル
  - とうもろこし（もろこし）球場：ファミスタ'91、オンライン（3以降）
  - もろこしフィールド：DS2009・2010
- アテネ・エリニコスタジアムがモデル(?)[6]
  - 外国球場：モバイル
- 北京・五棵松野球場（現存せず）[7]がモデル
  - アジア球場：モバイル、WCS

## 架空の球場
以下は実在球場をモデルとしない架空の球場である。

### ナムコスターズ関連
以下は、ナムコスターズの本拠地やそれに準じた扱いを受ける球場である。

#### ピッカリスタジアム系統
- ピッカリスタジアム/ぴっかり球場：ファミスタ（1作目）・'87、ワースタ4、ワースタ5、携帯アプリ、熱スタ[8]、DS2009・2010、2011・リターンズ・クライマックス・エボリューション、ゲームブック1巻
- ニューぴっかりスタジアム：Wii版 - スコアボードの形状はピッカリスタジアムと異なる。

#### ドームタイプ
空気圧式ドーム
近年のドーム球場は内外野の境界線が引かれていないことと、センターにパックマンが描かれているのが特徴。
- ピッカリドーム（空気圧式） - ワースタ（PCエンジン）、モバイル
- ナムコドーム：アドバンス
- ドーム：DS（1作目）
- ファミスタドーム：オンライン、DS2009・2010

開閉式ドーム
- ピッカリドーム（開閉式） - ワースタ'91 - 本作以外に登場せず、前作やモバイルのピッカリドームとは別の球場とされる。

#### その他のナムコスターズ関連
- ナムコ球場：スーパーファミスタ4・5、ファミスタ64 - 左右非対称型でライト側が広い。
- ゼビウススタジアム：ワースタEX〜5、モバイル（09）- 『3』ではミニゲームをクリアすると使用可能になり、『4』、『5』ではポケットステーションとの連動で特定のミニゲームを一定の数でクリアすると使用可能になる。
- パックランドスタジアム：ワースタ2
- 平八ドーム:SWS'98 - 「鉄拳 (ゲーム)」シリーズの登場人物である、「三島平八」の頭を模した外見が特徴のドーム。
- ドルアーガスタジアム：ワースタ3・4 - 『4』ではポケットステーションとの連動でコインを一定の数だけ貯めると使用可能になる。
- マッピー球場：ワースタ4・5 - 『5』ではミニゲームをクリアすると使用可能になり、ポケットステーションとの連動でコインを一定の数だけ貯めると使用可能になる。
- リッジドーム：ワースタ4・5 - 『4』のみミニゲームをクリアすると使用可能になる隠しスタジアム。また、ポケットステーションとの連動でコインを一定の数だけ貯めると使用可能になる。
- ドリラードーム：ワースタ5
- クロノアスタジアム：ファミスタ2003
- ドドンがドーム：ファミスタ2003 - 選手村モードをクリアすると使用可能になる隠しスタジアム。

### その他の架空球場
以下はナムコスターズ関連以外の架空球場である。

#### スタンダードタイプの架空球場
特にどの球場をモデルにしている訳でもないが、スタンダードな野球場をベースにしている球場。
- 青空（あおぞら）球場：ゲームアーツ版、MSX2版 - オーソドックスな人工芝グラウンド。
- ひらめ球場：GB3・4 - レフト側が広く、内野にも天然芝が敷き詰められている。
- かれい球場：GB3・4 - ライト側が広く、外野は天然芝・内野は土のグラウンド。
- 人工芝球場：アドバンス
- 土球場：アドバンス
- ファミリースタジアム：DS - ゲームタイトルの「ファミリースタジアム」を冠した唯一の球場。外観はピッカリスタジアムとほぼ同じ。
- ファミスタ市民球場/ナイター市民球場：オンライン - 手狭なグラウンドの天然芝球場。
- グリーンパーク：Wii版 - メジャー仕様の天然芝フィールド。
- ダウンタウン球場：Wii版 - フェンスは高めだが外野が非常に狭く、ホームランが出やすい。
- ライブフィールド：Wii版 - 全面人工芝。外野は左右対称だがレフト側のフェンスが高い。
- ドリームスタジアム：モバイル（09）
- さくら球場：モバイル（2010）

#### 特殊タイプの架空球場
ゲームならではの特殊なロケーションの球場。
草原タイプ
- だいそうげん球場：ファミスタ'90 - 内野も草が生えておりゴロが転がりにくいが、外野フェンスが一直線で長打が出やすい。
- フラワースタジアム：DS2010 - 外野遠方に4基の風車が回る。

荒野タイプ
- キャニオンウィンド/キャニオンフィールド：DS2009、モバイル（2010） - 常に強風が吹き荒れている。

熱帯タイプ
- フンババスタジアム：球界（アーケード）
- なんごくスタジアム：グリーンパークに似ているがファウルグラウンドがやや狭い。外野スタンドに滝が流れている。
- ネイチャースタジアム：DS2010

海洋タイプ
- シップスタジアム：球界（メガドライブ）、モバイル（09） - 船の甲板上。左右に流すとホームランになりやすい。
- シェルドーム：ワンダー
- アイランドスタジアム：ワンダー

砂タイプ
多くは内外野とも砂でボールがほとんど転がらない。
- アービアン（アビアン）スタジアム：球界（アーケード・メガドライブ）
- シーサイドパーク：DS2009・2010
- オアシスパーク：モバイル（09） - アービアンスタジアムのリメイク。
- お堂球場：モバイル（09） - 寺院の境内で砂利が敷き詰められている。

寒冷・氷結タイプ
- オロシアスタジアム：球界（アーケード・メガドライブ） - 内外野とも凍結しており、バウンドが大きく野手が滑りやすい。
- ほっきょくフィールド/アイスフィールド：DS2009・2010、モバイル（2010） - オロシアスタジアムのリメイク。
- 雪国球場：モバイル（09） - グラウンドは内外野とも土。

遺跡・城塞タイプ
- シーナスタジアム：球界（アーケード） - グラウンドは内外野とも土。天安門と万里の長城を組み合わせたような外観。
- ゲーマンスタジアム：球界（アーケード） - グラウンドは比較的オーソドックス。スコアボードがブランデンブルク門を模している。
- 野戦球場：ワースタ2 - 戦国国盗リーグで他球団と対戦する際に登場。裏技を使用すればオープン戦でも選べる。
- 戦国球場：ワースタ2、DS2009・2010 - 六角形のグラウンドと石造りの高い外野フェンスが特徴。
- パルテノ球場：Wii版 - 石造りの神殿風スタンドに囲まれた広大な外野の球場。
- ストーンコロシアム：モバイル（09）
- サボテンアリーナ：DS2010

人工タイプ
- アクアリウム球場：ファミスタ'94：周囲を魚が泳ぐ水槽に囲まれ、両翼90m・センター110mと狭い内外野とも土のグラウンド。
- サイバードーム：モバイル（09）
- おもちゃ球場/おもちゃランド：モバイル（09）、DS2009・2010
- ディスコアリーナ：DS2009・2010

宇宙タイプ
- つきみ球場：ワンダー
- げつめんコロニー：DS2009・2010
- ルナドーム：モバイル（2010）

### ゲームブックに登場する球場
- ウルトラ球場：ゲームブック3巻 - ナムコスターズ対ウルトラオールドスターズ戦が開催された、昭和のレトロ感が漂う球場。
- クロブネ球場：ゲームブック4巻 - ミスタープロ野球・長鳥茂男が打倒ナムコスターズの為に結成した世界野球軍の本拠地として私財を投じ、横浜港沖に建造した野球場型メガフロート。